# Estación de València La Vella
València la Vella es un apeadero de la línea 9 de Metrovalencia. Se encuentra a las afueras de la urbanización de València la Vella en el término municipal de Ribarroja del Turia. A pesar de que el trazado por el que va la vía lleva en funcionamiento desde 1889 (ya que este trazado pertenecía a la hoy desmantelada línea Valencia-Liria, la cual estuvo hasta 2005 operada por Renfe) fue inaugurado el 31 de julio de 2018, siendo la estación más reciente de esta línea.
Los trenes solo paran en este apeadero si hay algún viajero esperando en el andén o si alguno de los pasajeros que van en él solicita parada usando los pulsadores del interior del tren. El apeadero dispone de una única vía por la que circulan trenes en ambas direcciones.